# Mackenzie Airport
Mackenzie Airport är en flygplats i Kanada. Den ligger i den centrala delen av landet, 3 500 km väster om huvudstaden Ottawa. Mackenzie Airport ligger 688 meter över havet.
Terrängen runt Mackenzie Airport är kuperad norrut, men söderut är den platt. Trakten runt Mackenzie Airport är nära nog obefolkad, med mindre än två invånare per kvadratkilometer..
I omgivningarna runt Mackenzie Airport växer i huvudsak barrskog.